# Mafia: The City of Lost Heaven
Mafia: The City of Lost Heaven (в локализации от компании 1С — «Мафия») — компьютерная игра в жанре приключенческого экшена с открытым миром, разработанная чешской компанией Illusion Softworks (после своей продажи преобразованной в 2K Czech) и изданная американской компанией Take-Two Interactive. На территории России и близлежащих стран локализатором и издателем игры выступила компания «1С».
«Мафия» рассказывает историю жизни Томаса Анджело, обычного таксиста, который неожиданно для себя самого начинает карьеру в организованной преступности, присоединяясь к одной из двух крупных мафиозных группировок, правящих в городе. Игра получила крайне положительные отзывы от специализированной прессы, впоследствии назвавшей её «культовой», а также завоевала множество поклонников, благодаря достоверно переданной атмосфере США 1930-х годов (Великая депрессия, «сухой закон»), кинематографическому сюжету, а также открытому миру, позволяющему игроку либо свободно передвигаться по проработанным городской и загородной местностям без каких-либо заданий и ограничений, либо проходить миссии — как основные для развития общей истории, так и побочные, которые являются более линейными.
Успех Mafia поспособствовал созданию целой серии игр. Так, в 2010 году компанией 2K Czech, образованной после продажи студии Illusion Softworks, была создана вторая игра, Mafia II, которая, однако, содержит полностью отдельный сюжет, имеющий лишь некоторые отсылки к первой части. Затем, в 2016 году, компанией Hangar 13 при некотором участии 2K Czech была создана Mafia III, получившая смешанные отзывы. 13 мая 2020 года студия Hangar 13 анонсировала ремейк первой игры — Mafia: Definitive Edition, который поступил в продажу 25 сентября 2020 года для PC, PlayStation 4 и Xbox One.

## Сюжет
Повествование игры поделено на главы. Каждую главу предваряет срежиссированная видеовставка в духе известных фильмов о мафии.
В самом начале показывается видеоролик с видами города, где происходит действие игры, а в качестве эпиграфа приводится цитата из послания апостола Павла к римлянам:
Мы, сильные, должны сносить немощи бессильных и не себе угождать.

### Вступление
История игры Mafia начинается в 1930 году. Место действия — вымышленный американский город Лост-Хевен (англ. Lost Heaven). Сюжет подаётся от лица главного героя, в виде его рассказа детективу Норману (Norman). То́мас А́нджело (Thomas Angelo) — в прошлом обычный таксист, неожиданно вынуждено для себя начавший карьеру мафиози и проработавший преступником восемь лет. Но в 1938 году, ввиду серии обстоятельств, Томас был объявлен предателем «семьи» и подлежал ликвидации. Чтобы спасти свою жизнь, а также жизни своей супруги и дочери, Томас вынужден был рассказать полицейскому детективу всё о криминальной «семье» Сальери, на которую работал.
Клан Сальери — одно из двух крупнейших мафиозных объединений, которые главенствуют в городе; их конкуренты — семья дона Морелло, жестокого и беспринципного человека, на первый взгляд, совершенно непохожего на интеллектуального и утончённого дона Эннио Сальери.

### Развитие сюжета в игре

Томас Анджело, главный герой игры.

Томас Анджело рассказывает детективу Норману о том, как попал в «семью». Одним осенним вечером 1930 года простой таксист Томми случайно встречает двух людей из клана Сальери, Сэма и Поли. За ними гонятся члены противоборствующей семьи Морелло. Под дулом пистолета Томми вынужденно помогает мафиози скрыться от преследователей и в результате получает предложение «обратиться», если что-нибудь будет нужно, к Сальери (тот не забывает друзей, помогших ему в трудную минуту).
Томми решает для себя, что не будет вмешиваться в дела преступности (пусть это и будет приносить больше заработка) и решает продолжить работать таксистом. Однако, это решение в корне меняется, когда люди Морелло, выследив Тома, набрасываются с битами на его такси, а затем, вытащив Томми из автомобиля, избивают его самого, наказывая за помощь людям Сальери. Томми удаётся вырваться, после чего один из гангстеров достаёт пистолет. Помня о словах Сальери, Томми решает бежать к дону за помощью, так как на его счастье, нападение на него произошло недалеко от бара Сальери. С трудом оторвавшись от преследователей, Томми добегает до ресторана Сальери и тем самым спасает себе жизнь. Правда, за все неприятности с гангстерами хозяин городского таксопарка увольняет Тома, да и к тому же Морелло явно готов довести сорвавшуюся расправу над Томми до конца. После этого у Тома не остаётся другого выхода, кроме как стать членом «семьи», начав тем самым свой путь по криминальной стезе.
Позже, после разговора с доном Эннио Сальери, Томми знакомится также с его «правой рукой», консильери Фрэнком Колетти, а позже Поли представляет Томми и другие ключевые фигуры «семьи»: оружейника Винченцо, автомеханика Ральфа, бармена ресторана Сальери — Луиджи.
Первое задание, которое даётся Томми, чтобы проверить его на верность боссу и профпригодность гангстера — разбить припаркованные возле бара Морелло автомобили (это расплата за испорченное такси Томми). Вместе с Томасом туда отправляется Поли, чтобы подстраховать его. Томми успешно выполняет это поручение и Сальери принимает его в свою мафиозную свиту. Постепенно Томми становится одним из лучших солдат мафиозной семьи Сальери и ему поручают всё более сложные и ответственные задания, а однажды, во время неудачного сбора платы за крышевание, он спасает от смерти Поли и Сэма. Со временем Анджело понимает, в чём разница между Сальери и Морелло: первый — бизнесмен, нападающий только в ответ на оскорбление, а второй же — «просто подлый ублюдок», как охарактеризовал его сам Томми.
В 1932 году Тому приходится принять участие в гонках вместо искалеченного водителя — протеже Сальери, за ночь до этого сломав машину главного конкурента с помощью механика Лукаса Бертоне, которому ещё предстоит фигурировать в сюжете (за успешное выполнение заданий, которые Лукас выдаёт, он будет учить Тома угонять редкие и шикарные машины). В результате Томми побеждает и получает кубок, всеобщее уважение и благодарности от многочисленных людей, поставивших деньги на машину дона. С этого момента Томми становится популярным не только в мафиозном сообществе, но и во всём городе в целом. В этом же году Томми влюбляется в дочь бармена Луиджи — Сару, которую он однажды защищает от приставшей к ней в переулке уличной шпаны, после чего проводит с ней первую ночь. Это даёт старт их любовным отношениям.
Тогда Сальери решает навести порядок в своем квартале, «зачистив» его от различной шпаны и мелких бандитов; на задание отправляются Томми и Поли. В ходе операции они вынужденно убивают хулиганов, пристававших к Саре, так как те оказали вооружённое сопротивление. Два оставшихся в живых молодых лидера-бандита пытаются убежать, но им это не удаётся. Настигнув их, Томми не может решиться добить умирающих (такие сомнения многократно терзают его по ходу игры), но Поли помогает ему. Вскоре выясняется, что один из парней выжил, а убитый парень является сыном городского советника, друга мэра и компаньона Морелло. Это создаёт определённые проблемы для дальнейшей деятельности клана.
Томми впервые очень серьёзно задумывается о правильном выборе пути, когда ему поручают убить проститутку, якобы передающую информацию Морелло. Томми понимает, что не может убить девушку, которая, как он уверен, ни в чём не повинна: он приказывает ей немедленно уезжать из города, а позже говорит Сальери, что убил её. Но таким благородным поступком Томми нарушил омерту перед доном, за что его теперь могут убить. Далее Том случайно попадает в церковь на похороны убитого сына советника, где его узнаёт выживший друг покойного. В результате начинается кровавая перестрелка, в которой Тому удаётся выжить и победить. После этого, в разговоре со священником, Томас признаёт, что, возможно, в чём-то ошибся.
Став гангстером, Томас Анджело получает не только определённое уважение, но и деньги, которые он, подобно Поли и Сэму, начинает тратить на посиделки в баре и «доступных» женщин. Фрэнк, заметив подобные перемены, советует Тому найти смысл жизни, более здоровые развлечения, а также взять во внимание Сару. Фрэнк предупреждает Томми о том, что Сальери не нужны алкоголики с дрожащими руками, и если он ничего не изменит, то «однажды ЛУЧШИЙ ДРУГ УБЬЁТ ТЕБЯ, не моргнув глазом».
1933 год. В последние дни «сухого закона» Фрэнк поручает Тому встретить груз спиртного (под спиртным подразумевается канадский виски, который Поли назвал «косорыловкой») на загородной ферме. Когда Поли и Том прибывают на место, они узнают, что груз исчез, а сопровождавшие его убиты. В живых остался лишь тяжелораненый Сэм, которого Томми спасает уже второй раз, помогая ему подняться и доставляя, отстреливаясь от врагов, к доктору дона.
Той же ночью Поли решает найти и убить предателя, а уже утром Том узнаёт, что Фрэнк отдал полиции конторские книги, которых достаточно, чтобы Сальери и все его люди получили пожизненное заключение. Теперь Том должен  убить Фрэнка за то, что тот нарушил омерту. Однако найдя Фрэнка и узнав, что консильери шантажировала полиция в сотрудничестве с Морелло, похитив его жену и дочь, Томми отпускает его вместе с семьёй в Европу, и сам забирает документы из ячейки в банке. Но никто, кроме Тома и семьи Фрэнка не знает о том, что Фрэнк жив. Все уверены, что он убит и оплакивают его уход. Таким действием Томми уже второй раз нарушает омерту перед Сальери. Вскоре он пробирается на виллу городского прокурора и с помощью медвежатника Сальваторе крадёт оттуда последние свидетельства криминальной жизни семьи Сальери. Тем временем Поли и Сэм «заботятся» о свидетелях, тем самым спасая всю семью от тюрьмы.
Вскоре Сальери удаётся взять реванш у своего главного конкурента, достав грузовик виски, который украл у Морелло воришка Уильям Гейтс. Но добыть этот грузовик Тому, Поли и Сэму приходится вновь в кровавой перестрелке с людьми Морелло.

Глава «Непыльная работа». Томми ждёт Сэма и Поли у мотеля Кларка.

«Сухой закон» отменяют, но семья продолжает зарабатывать деньги как легальными, так и нелегальными путями. Томми женится на Саре, и к 1935 году у них рождается дочь.
В это же время с неудачного нападения и покушения гангстеров семьи Морелло на Сальери в ресторане его друга Пепе начинается недвусмысленная и прямая мафиозная война, так как Сальери после этого покушения понимает, что пришло время избавляться от его злейшего врага — Морелло. Но сначала Сальери решает как влиятельно, так и финансово ослабить власть Морелло. И поэтому, Томми убивает вначале городского советника, доставившего много хлопот Сальери, затем (после четырёх неудачных попыток) брата Морелло — Серджио, а уже после и самого дона Морелло, застигнутого врасплох. Так семья Сальери становится сильнейшей преступной организацией в городе, и ничто не может этому помешать. А Томми после всех этих событий, понимает, насколько жизнь хрупкая. Ведь если он, ещё недавний таксист, смог убить могущественного мафиозного дона и разрушить всю его власть, то его тем более могут также при случае бесцеремонно убить. Том очень переживает по этому поводу. А узнанный Томом факт того, что Сальери и Морелло ещё в 1921 году были лучшими друзьями и напарниками, когда они были авторитетами при власти дона Пеппоне, которого позже убили, ещё больше заставляет Тома думать, что честь в мафии ничего не стоит. Но пока что у Сальери и его людей нет проблем. Только в 1938 году начинается политическая кампания, направленная против мафии, но и она быстро пресекается очередным убийством кандидата в политики этой кампании, которое вновь совершил Том.
По ходу игры Томми, Поли и Сэм становятся лучшими друзьями и доверенными людьми Сальери. Но однажды у Поли зарождаются подозрения, что дон Сальери скрывает от них большу́ю часть денег, и он предлагает Сэму и Томми «небольшую халтурку», чтобы подзаработать. Они отказываются из-за большого риска (Сэму дорога честь семьи Сальери, а Томми боится подвергнуть Сару и свою дочь опасности). Но после того, как Томми по поручению Сальери крадёт из хорошо охраняемого порта (охрана порта теперь была покруче, чем во времена Морелло) груз, в котором по словам Сальери должны быть сигары, Том с Поли, заглянув в коробки, узнают, что там были вовсе не сигары, а бриллианты. Подозрения, что Сальери скрывает от них часть денег, подтвердились, и Томми меняет решение. Уже на следующий день Поли и Томми решаются на ограбление выбранного заблаговременно банка. С успехом совершив ограбление и скрывшись в заброшенном спортивном клубе «Палермо», Поли и Том радуются триумфу; Поли мечтает открыть ресторанчик; как и Томми, он хочет отойти от криминальных дел. Осталось только решить, в какое дело им грамотно и экономно вложить награбленные деньги.
Но сбыться планам Томми и Поли уже не суждено, так как на следующий день Том обнаруживает Поли убитым в своей квартире, а все украденные деньги бесследно исчезли. Вскоре ему звонит Сэм, объяснив, что Сальери узнал об ограблении банка и приказал «убрать» обоих. Сэм предлагает встретиться в музее, чтобы он, как друг, смог помочь Тому сбежать, к тому же Сэм ещё в долгу перед Томом после инцидентов в мотеле Кларка и на загородной ферме. Но прибыв туда, Томми понимает, что Сэм предал его, и Сальери знает о том, что он не убил проститутку и позволил Фрэнку бежать; ввиду «недееспособности» Томми, они были убиты позже другими людьми. После длительной перестрелки с бывшими товарищами и коллегами по мафии, Томми настигает и побеждает Сэма, который предупреждает его о серьёзных проблемах с его будущим. Не в силах простить смерть своего лучшего друга (в чём Поли ни разу не усомнился перед своей смертью) и слова по поводу дешевизны дружбы, и осознавая, что к «семье» возврата уже нет, Томас хладнокровно добивает Сэма.
На этом завершается длительный рассказ детективу Норману, который Томми начал, сидя с ним в тихом кафе. Томми обещает дать показания против Сальери, которого уже давно безуспешно пытается посадить за решетку детектив. В результате благодаря показаниям Томми многие из «семьи» Сальери получают огромные сроки в тюрьме, а некоторых из них и вовсе казнят. Сальери, в свою очередь, получает пожизненное лишение свободы.
Сам же Томми становится членом программы по защите свидетелей и за сотрудничество с ФБР, приведшее к наказанию столь могущественной группировки, получает самый лёгкий срок — 8 лет заключения. Всё это время он вынужден провести в секретном и защищённом месте в закрытой камере без посетителей, не имея возможности увидеться с женой и дочерью. После окончания срока детектив Норман организует Томми и его семье смену документов и помогает с переездом в другую часть страны, город Эмпайр-Бэй. Надеясь на спокойную жизнь, Томми, устроившись в крупную компанию, вновь начинает работать водителем.

### Эпилог
Через много лет в Гринфилде (район Эмпайр-Бэя) 25 сентября 1951 года к дому пожилого Томаса Анджело подъезжают два человека (герои Mafia II, Вито Скалетта и Джо Барбаро). Томми, поливающий в этот момент лужайку, оборачивается на вопрос: «Мистер Анджело?». Убедившись, что это именно тот, кто им нужен, один из них произносит: «Мистер Сальери передаёт вам поклон», а другой достаёт обрез и стреляет в упор, после чего Томми остаётся лежать мёртвым на испачканной кровью траве.
Игра завершается мыслями Томми:
Знаете, этот мир не управляется законами, написанными на бумаге. Он управляется людьми. Одними в соответствии с законом, другими — нет. От каждого человека зависит, каким будет его мир, каким он его сделает. А ещё вам нужна уйма везения, чтобы кто-нибудь другой не превратил вашу жизнь в ад. И всё не так просто, как нас учили в начальной школе, но всё же хорошо иметь твёрдые убеждения и придерживаться их в браке, в преступлении, в войне, везде и всегда.

Я всё запорол, так же как Поли и Сэм. Мы хотели жить лучше, но, в конце концов, попали гораздо хуже, чем остальные. Знаете, я думаю, что во всём надо знать меру. Да, меру, вот хорошее слово. Тот, кто хочет слишком много, рискует потерять абсолютно всё. Правда, тот, кто слишком мало хочет от жизни, может вообще ничего не получить.

## Игровой процесс

Лост-Хевен, улицы Нью-Арка. Для перемещения по городу, кроме машин, можно пользоваться и общественным транспортом.

Геймплей игры представлен в жанре шутера с видом от третьего лица с элементами приключенческой игры и автомобильного симулятора (в частности, глава со спортивной гонкой, многочисленные преследования на автомобиле и размеренные поездки по Лост-Хевену). В игре предусмотрено несколько режимов (см. ниже «Режимы игры»).
Управление в игре осуществляется от третьего лица при помощи клавиатуры и мыши, однако вид можно изменить, если герой сидит за рулём.

### Интерфейс
Графический интерфейс отображает некоторые параметры, которые позволяют игроку контролировать состояние главного героя. Так, уровень здоровья персонажа показывается в левом нижнем углу экрана; когда этот параметр сводится к нулю, игра заканчивается — после этого придется проходить миссию с последней контрольной точки. Во время игры герой будет находить аптечки первой помощи и восстанавливать своё здоровье. Если героя сопровождают Поли, Сэм или какой-нибудь другой персонаж, индикаторы их здоровья появятся над индикатором здоровья главного героя.
Когда герой держит в руках огнестрельное оружие, справа от индикатора здоровья отображается запас оставшихся патронов — например, «7/21», где «7» — количество патронов в оружии, а «21» — количество патронов, оставшихся в запасе. Когда герой получит инструкции двигаться в конкретное место, в левом верхнем углу экрана появится компас. Также доступна карта города, которую можно открыть нажатием кнопки «Tab». На карте отмечены улицы, и специальной точкой, показано местонахождение персонажа.
Если необходимо завершить какое-либо задание за определённое время, в правом верхнем углу экрана появятся тикающие часы. Время для выполнения задания отображается в виде красного сектора на часах.
Описание миссии высвечивается в верхней части экрана в начале миссии или при нажатии соответствующей клавиши (F1 по умолчанию).
Если персонаж находится в автомобиле, в правой нижней части экрана отображаются спидометр (с указанием передачи) и тахометр. Под этими приборами расположен одометр (счетчик пройденного пути), а ещё ниже — датчик уровня бензина. В левом верхнем углу экрана (около компаса) находится радар, на котором показано положение автомобиля относительно других транспортных средств. Обычные автомобили отмечены на радаре белым, полицейские машины — синим, трамваи — жёлтым, а преследующие враги или полицейские — красным цветом. Машины гангстеров в режиме «Прогулки» отмечены оранжевым цветом. При приближении к точке назначения, она обозначается на радаре крестиком.

Погоня за лимузином Морелло. Сэм и Поли стреляют из окон автомобиля, управляемого Томми.

Органы правопорядка в городе могут оштрафовать Томми за нарушение правил дорожного движения или аварию. Если Томми при виде полиции выстрелит из оружия хотя бы в воздух, либо нападёт на полицию, либо при привлечении внимания полиции задавит огромное количество пешеходов, то полиция уже будет открывать огонь на поражение и пытаться убить его.

### Игровой мир
Действие игры происходит в вымышленном городе Лост-Хевен, который представляет собой собирательный образ крупных городов США того времени — таких, как Нью-Йорк, Чикаго и Сан-Франциско.
Жители Лост-Хевена пользуются системой общественного транспорта: такси, надземным метрополитеном и трамваями (игрок также может воспользоваться «надземкой» или трамваем, передвигаясь по городу). В более поздней версии для PlayStation 2 на улицах города появился автобус.
Город поделен на девять районов:
1. Чайнатаун (англ. China Town) — традиционное название китайского квартала, где проживают в основном эмигранты из Китая.
2. Маленькая Италия (англ. Little Italy) — район, где проживают, как правило, эмигранты из Италии; здесь находится бар Сальери.
3. Рабочий район (англ. Works Quarter) — промышленная зона и место проживания докеров и рабочих.
4. Центральный остров (англ. Central Island) — центр города, где расположены важнейшие правительственные и муниципальные здания: мэрия, театр и т. д.
5. Нью-Арк (англ. New Ark) — «спальный район» Лост-Хевена, район среднего класса; здесь находится бар и склад «семьи» Морелло, а также центральный госпиталь.
6. Деловой центр (англ. Downtown) — престижный район, в котором расположены небоскрёбы, городской банк и другие важные постройки.
7. Хобокен (англ. Hoboken; от слова англ. hobo — бездомный) — окраина Лост-Хевена; из-за удалённости от центра города и высокого уровня преступности, район непрестижный. Тут расположен склад Сальери.
8. Оуквуд (англ. Oakwood) — частный сектор города, где расположены коттеджи состоятельных людей; тут расположен дом Томми в режиме «Большой прогулки».
9. Оук-хилл (англ. Oak Hill) — самый маленький и самый престижный район, расположенный на холме. Здесь находятся виллы миллионеров.

Помимо этого, к Лост-Хевену прилегает обширная сельская местность, в которой, помимо лесов и полей, находятся такие объекты, как гоночный трек, аэропорт, дамба, несколько ферм и мотель.

### Режимы игры

#### Прохождение
Основной режим, сфокусированный исключительно на сюжете игры (см. также раздел «Сюжет» выше). В этом режиме игроку необходимо следить за повествованием игры, выполняя различные задания; помимо основных миссий предусмотрены и небольшие побочные задания, которые можно получить от механика Лукаса Бертоне (необязательны).
По мере прохождения этого режима, открываются новые возможности настройки режима «Прогулки», а после полного прохождения сюжета, открывается доступ в режим «Большой прогулки».

#### Прогулка
Режим «Прогулка» (англ. «Free Ride») позволяет сосредоточиться на исследовании мира игры, без выполнения каких-либо крупных миссий. Данный режим позволяет свободно перемещаться по городу, подобно серии Grand Theft Auto. По мере продвижения по сюжету открывается доступ к некоторым настройкам; например, время суток и точка появления персонажа. Хронологически время, показанное в «Прогулке» расположено до финальных событий игры.
В данном режиме игрок может ездить на открытых в прохождении автомобилях, подрабатывать таксистом (при наличии автомобиля-такси; прибыль: от 200 до 10000 долларов за пассажира), получать деньги за мелкие задания (превышение скорости — 100 долларов за две секунды), взрыв автомобилей (100 долларов за машину), убийство гангстеров (500 долларов за каждого). Заработанные деньги можно расходовать на оплату штрафов, ремонт автомобиля, покупку оружия, заправку машины бензином, восстановление здоровья, сохранение игры в баре Сальери.

#### Большая прогулка
«Большая прогулка» (англ. «Free Ride Extreme») открывается после прохождения основной игры.
В этом режиме игрок может, свободно передвигаясь по городу как в предыдущем режиме (только сельская местность недоступна), пройти девятнадцать небольших миссий (выполнить их можно в любом порядке), и открыть доступ к четырём гоночным и двадцати экзотическим призовым машинам. Некоторые из автомобилей являются такси, и на них в «Прогулке» можно зарабатывать извозом.

#### Гонки
Режим, который позволяет соревноваться на гоночных автомобилях, проходя гонки на спортивных трассах. В оригинальной версии игры для PC данный режим был вырезан (тем не менее, остались некоторые файлы, отвечающие за него, благодаря чему любители смогли восстановить режим и выложить в качестве модификации в свободный доступ). Режим присутствует в более поздних изданиях игры 2004 года для игровых приставок PlayStation 2 и Xbox.
Также, предположительно, разработчики планировали реализовать дополнительный режим подпольных боев (в игровых файлах есть загрузочный экран, на фоне которого фотография боксёрских перчаток и анимация боевых приёмов, которые не используются игрой).

## Разработка

### Роли озвучивали
| Персонаж        | Актёр                                    |
| --------------- | ---------------------------------------- |
| Томми Анджело   | Майкл Сорвино (англ. Michael Sorvino)    |
| Поли            | Уильям ДеМео (англ. William DeMeo)       |
| Сэм             | Мэтт Сервитто (англ. Matt Servitto)      |
| Дон Сальери     | Джордж ДиЧенцо (англ. George DiCenzo)    |
| Фрэнк           | Дэн Гримальди (англ. Dan Grimaldi)       |
| Детектив Норман | Дэвид О’Брайэн (англ. David O'Brian)     |
| Лукас Бертоне   | Джефф Гарнер (англ. Jeff Gurner)         |
| Дон Морелло     | Джон Домен (англ. John Doman)            |
| Луиджи          | Пол Сканнапиеко (англ. Paul Scannapieco) |
| Ральф           | Джефф Гарнер (англ. Jeff Gurner)         |
| Винченцо        | Джон Торми (англ. John Tormey)           |
| Сара            | Кара Буоно (англ. Cara Buono)            |
| Серджио Морелло | Рено Себанн (англ. Renaud Sebbane)       |
| Жёлтый Пит      | Рэй ДеМеттис (англ. Ray DeMattis)        |
| Повар Пепе      |                                          |
| Вито Скалетта   | Ричард Паскуалон                         |

Некоторые актёры, озвучившие персонажей «Мафии» в англоязычной версии, снимались в различных ролях в сериале «Клан Сопрано». Так, Мэтт Сервитто сыграл в сериале агента Дуэйна Харриса, Дэн Гримальди — Пэтси Паризи, Уильям ДеМео — Джейсона Молинеро.
Русская локализация была выполнена компанией «1С».

### Музыка
Саундтрек игры представлен музыкальной темой чешского композитора Владимира Шимунека (чеш. Vladimír Šimůnek), которую он записал в студии Пражского Национального театра при участии Богемского симфонического оркестра (англ. Bohemia Symphonic Orchestra) под управлением Адама Клеменска (чеш. Adam Klemensk). Помимо главной музыкальной темы, он является автором множества композиций, которые соответствуют определённым главам или событиям игрового процесса.
На ежегодной музыкальной церемонии «G.A.N.G. Awards» в Сан-Хосе (Калифорния) в 2003 году главная тема игры получила первый приз в номинации «Лучшая инструментальная композиция».
В саундтрек игры также включена городская музыка, с помощью которой разработчикам удалось максимально полно и цельно воссоздать атмосферу Америки 1930-х годов. Музыка представлена джазовыми произведениями в исполнении Джанго Рейнхардта, Братьев Миллс, Луи Примы, Луи Армстронга, Лонни Джонсона, Дюка Эллингтона, группы Лачо Дром, а также Луи Джордана и его Tympany Five.
Также в игре задействованы лицензированные композиции некоторых коллективов, их список приведен в таблице ниже.
| Исполнитель                    | Название                                             | Комментарий (где звучит)                                 |
| Музыка в городе                | Музыка в городе                                      | Музыка в городе                                          |
| ------------------------------ | ---------------------------------------------------- | -------------------------------------------------------- |
| Джанго Рейнхардт               | Belleville                                           | На Центральном острове.                                  |
| Джанго Рейнхардт               | Cavalerie                                            | В Маленькой Италии.                                      |
| Джанго Рейнхардт               | Echoes of France                                     | В Оуквуде.                                               |
| Джанго Рейнхардт               | Manoir de Mes Rêves                                  | В Хобокене.                                              |
| Джанго Рейнхардт               | Minor Swing                                          | В Нью-Арке.                                              |
| Джанго Рейнхардт               | Vendredi 13                                          | В Деловом центре.                                        |
| Братья Миллс                   | Caravan                                              | В Оук-хилле.                                             |
| Братья Миллс                   | Chinatown, My Chinatown                              | В Чайнатауне.                                            |
| Дюк Эллингтон и Лонни Джонсон  | The Mooche                                           | В рабочем квартале.                                      |
| Музыка за городом              |                                                      |                                                          |
| Джанго Рейнхардт               | Douce Ambience                                       | В горах.                                                 |
| Джанго Рейнхардт               | Lentement Mademoiselle                               | На севере.                                               |
| Джанго Рейнхардт               | Oiseaux des Iles                                     | На лесной дорожке с деревянным мостом.                   |
| Джанго Рейнхардт               | Echoes of France                                     | На юге.                                                  |
| Лонни Джонсон                  | Jet Black Blues                                      | На северо-западе.                                        |
| Луи Прима                      | I’m Living in a Great Big Way                        | На юго-востоке.                                          |
| Музыка в миссиях               |                                                      |                                                          |
| Джанго Рейнхардт               | Cou-cou                                              | Джаз-банд на пароходе в главе «С днём рождения!».        |
| Джанго Рейнхардт               | Rhythm Futur                                         | Граммофон Сальери в главе «Чисто для разрядки».          |
| Джанго Рейнхардт               | Coquette                                             | Радио Сальери в главе «Сливки общества».                 |
| Джанго Рейнхардт               | Coquette                                             | Радио на складе в порту в главе «Чисто для разрядки».    |
| Братья Миллс                   | Tiger Rag                                            | Радио в баре Морелло в главе «Вечеринка с коктейлями».   |
| Братья Миллс                   | Moanin' for You                                      | Радио в паркинге в миссии «Great Deal!» («Сделка века!») |
| Братья Миллс                   | You Rascal You                                       | Граммофон в квартире Сары в главе «Сара».                |
| Братья Миллс                   | You Rascal You                                       | Радио в баре Сальери в главе «Приятного аппетита!».      |
| Братья Миллс                   | You Rascal You                                       | Радио в комнате Винченцо в главе «Везет же гаду!».       |
| Братья Миллс                   | Out For No Good                                      | Граммофон в баре Сальери в главе «Перевыборы».           |
| Луи Прима                      | I’m Living in a Great Big Way                        | В баре Сальери в главе «Бегущий человек».                |
| Луи Прима                      | Sing It Way Down Low                                 | Радио в аэропорту в главе «Омерта».                      |
| Луи Прима                      | Long About Midnight                                  | Радио в квартире Карло в главе «Приятного аппетита!».    |
| Луи Армстронг и Лонни Джонсон  | I´m Not Rough                                        | Граммофон в баре Сальери в конце главы «Пора привыкать». |
| Лачо Дром                      | La Verdine                                           | Во время погони в главе «Бегущий человек».               |
| Лачо Дром                      | La Verdine                                           | Во время погони в главе «Везет же гаду!».                |
| Луи Джордан и его Tympany Five | You Run Your Mouth and I’ll Run My Business, Brother | Радио в кабине грузовика в главе «Сделка века!».         |
| Lordz Of Brooklyn              | Lake Of Fire                                         | Финальные титры.                                         |

### Игровой движок
«Мафия» использует игровой движок LS3D engine, собственную разработку студии Illusion Softworks. Движок поддерживает работу с большими открытыми пространствами, динамические тени, освещение и другие особенности, являясь одним из наиболее продвинутых движков своего времени. Позже компания Illusion Softworks и фирма Silver Wish Games (которая являлась филиалом Illusion) выпустили на данном движке несколько других игр, включая Hidden & Dangerous 2 2003 года и Chameleon 2005 года.
Оригинальная версия Mafia для PC имеет более качественную графику в сравнении с выпущенными в 2004 году переизданиями для игровых консолей PlayStation 2 и Xbox. Ввиду технических ограничений приставок в консольных версиях понижено качество некоторых аспектов графики (например, разрешение части текстур), а ролики, которые в ПК-версии отображаются прямо на движке игры, в консольных версиях показываются как заранее записанное видео. В версии для PS2 также сделаны оптимизации, связанные с ускоренной «выгрузкой» из памяти трупов и взорванных автомобилей — они исчезают в целях экономии оперативной памяти приставки.

## Рецензии и оценки
| Сводный рейтинг       | Сводный рейтинг | Сводный рейтинг | Сводный рейтинг |
| Издание               | Оценка          | Оценка          | Оценка          |
| Издание               | PC              | PS2             | Xbox            |
| --------------------- | --------------- | --------------- | --------------- |
| GameRankings          | 89,51 %         | 67,06 %         | 67,58 %         |
| Metacritic            | 88 / 100        | 65 / 100        | 66 / 100        |
| Иноязычные издания    |                 |                 |                 |
| Издание               | Оценка          | Оценка          | Оценка          |
| Издание               | PC              | PS2             | Xbox            |
| GameSpot              | 9,3 / 10        | 6,7 / 10        | 6,8 / 10        |
| GameSpy               | 91 / 100        | N/A             | N/A             |
| IGN                   | 9,2 / 10        | 6,8 / 10        | 6,8 / 10        |
| Русскоязычные издания |                 |                 |                 |
| Издание               | Оценка          | Оценка          | Оценка          |
| Издание               | PC              | PS2             | Xbox            |
| Absolute Games        | 90 %            | N/A             | N/A             |
| PlayGround.ru         | 9 / 10          | N/A             | N/A             |
| «Домашний ПК»         | [ 24 ]          | N/A             | N/A             |
| «Игромания»           | 9,5 / 10        | N/A             | N/A             |

Игра получила высокие оценки от специализированных изданий; средний балл на сайте Metacritic, который выводит оценку на основе нескольких рецензий, равняется 88 из 100 (версия для ПК).

## Пользовательские модификации
Для игры Mafia было выпущено множество любительских модификаций, как меняющих нюансы игрового процесса, так и представляющих собой глобальные проекты с новыми миссиями, локациями и персонажами. Для разработчиков игры появление модификаций стало большим удивлением, поскольку официальных утилит и редакторов не существует, а файловая система игры довольно сложная, вплоть до использования 32-битных ключей шифрования. Для расшифровки основного формата архивов с ресурсами — DTA — нужно знать два 32-битных ключа шифрования, уникальные для каждого файла (иногда они уникальны и для разных языковых версий).

## Отсылки
- Имена соперников в гонке совпадают с именами различных солистов heavy-metal-групп, а воришку из главы «Сделка века!» зовут как миллиардера Билла Гейтса[27].
- Прототипом музея в игре послужил Музей истории искусств в Вене[28].
- Гоночная трасса — сильно упрощённая Лагуна Сека. Главный её поворот, штопор,— в игре простая шикана, в реальности — шикана со сложным профилем.

## Последующие игры
В сентябре 2010 года одновременно со второй частью вышла мобильная игра для платформы Java Mafia II Mobile, разработанная Twistbox Entertainment. Сюжет разворачивается в 1938 году. Главным героем игры является Марко Русетто, член семьи Сальери и племянник Винченцо. По приказу Винченцо Марко отправляется в Эмпайр-Бэй для того, чтобы найти и убить Томаса Анджело.
13 мая 2020 года был анонсирован ремейк Mafia под названием Mafia: Definitive Edition. Разработанный компанией Hangar 13, создавшей до этого Mafia III, ремейк вышел 25 сентября 2020 года для ПК (Windows), PlayStation 4 и Xbox One. Игра поступила в продажу не только отдельно, но и в составе специального сборника Mafia: Trilogy, состоящего также из Mafia II: Definitive Edition и Mafia III: Definitive Edition, которые, в отличие от ремейка, имеющего в названии одинаковый подзаголовок, являются не новыми играми, а лишь обновлёнными переизданиями уже вышедших игр, в которые вошли все официальные сюжетные дополнения и различные бонусы. Переиздание второй игры, Mafia II: Definitive Edition, вышло 19 мая того же года как ремастеринговое издание с улучшенными текстурами, освещением, затенением и новыми звуками оружия, тогда как Mafia III: Definitive Edition, переиздание третьей игры, в ремастеринге не нуждалось и вышло в тот же день в виде обычного дополненного переиздания с менее значительными графическими изменениями, добавленными с помощью патча.
В августе 2024 года был анонсирован приквел Mafia под названием Mafia: The Old Country, его релиз ожидается 8 августа 2025 года.